# Amore è uno desio che ven da' core
Amore è uno desio che ven da' core è un sonetto delle Rime di Giacomo da Lentini.
Questo sonetto fa parte di un tenzone tra lo scrittore, Jacopo Mostacci e Pier della Vigna sulla natura dell’amore. Il poeta spiega l’origine del sentimento amoroso e come esso si sviluppi nell’animo umano.

## Testo e parafrasi
| Testo | Parafrasi |
| --- | --- |
| Amor è uno desìo che ven da core per abondanza di gran piacimento; e li occhi in prima generan l’amore e lo core li dà nutricamento. Ben è alcuna fiata om amatore senza vedere so ’namoramento, ma quell’amor che stringe con furore da la vista de li occhi ha nascimento, ché li occhi rapresentan a lo core d’onni cosa che veden bono e rio, com’è formata naturalmente; e lo cor, che di zo è concepitore, imagina, e li piace quel desio: e questo amore regna fra la gente. | Amore è un desidero che viene dal cuore per abbondanza di piacere; e gli occhi per primi generano amore e il cuore li dà nutrimento. Qualche volta è possibile amare senza vedere di chi si è innamorati, ma quell’amore che stringe con passione nasce dalla vista degli occhi, perché gli occhi presentano al cuore il bene e il male d’ogni essere che vedono, com’è formata secondo natura; e il cuore, accoglie in sé ciò, immagina, e piace quel desiderio: e questo amore vive fra la gente. |

## Struttura metrica
Il sonetto è costituito da 14 versi, divisi in quattro strofe: 2 quartine e 2 terzine. Le rime sono costituite secondo lo schema metrico ABAB-ABAB; ACD-ACD.